# 제1차 오쿠마 내각
제1차 오쿠마 내각(일본어: 第1次大隈内閣)은 전 외무대신 겸 농상무대신 오쿠마 시게노부가 제8대 내각총리대신으로 임명되어, 1898년 6월 30일부터 1898년 11월 8일까지 존재한 일본의 내각이다.
여당이 된 헌정당에서 옛 진보당 계열의 오쿠마 시게노부를 내각총리대신으로, 옛 자유당 계열의 이타가키 다이스케를 내무대신으로 내각을 조직하여 오쿠마와 이타가키의 이름을 따와서 ‘와이한 내각’(隈板内閣)이라고도 불린다.

## 재직 일수
- 1898년(메이지 31년) 6월 30일 ~ 1898년 11월 8일
- 재직 일수 : 132일

## 개요
제3차 이토 내각이 이토 히로부미의 정당 조직 준비(훗날 입헌정우회) 때문에 총사직하고, 원로가 의회 세력에 타협한 결과, 당시 중의원 제1당인 헌정당의 수반 오쿠마 시게노부와 이타가키 다이스케에게 대명이 내려 조각됐다. 수반이 중의원 의원이 아니었다는 흠결은 있지만 군부대신 이외 정당인으로 구성되었다는 점에서 일본 최초의 정당 내각이다. 당시 제도상 군부대신은 장성이 아니면 취임하지 못하였으며, 작위를 가진 자는 중의원 의원의 피선거권이 없어 오쿠마는 메이지 유신 이후 그 공로로 백작이 되었기 때문에 중의원 의원에 입후보 할 수 없었다.
그러나 이합집산의 헌정당 내부에서는 옛 진보당 계열과 옛 자유당 계열의 알력이 강하고, 자유당 계열이 요구하던 호시 도루의 외무대신 임명을 오쿠마가 거부하고 스스로 겸무한 것과 함께 공화 연설 사건으로 인한 문부대신 오자키 유키오의 파면을 둘러싼 후임 인사가 양자 간에 분규로 이어져 헌정당의 분열로 발전하였고 조각 이후 4개월여 만에 총사직하였다.

## 인사

### 국무대신
| 출신번벌 : 번벌 헌정당(옛 진보당 계열) 헌정당(옛 자유당 계열) |

| 직책         | 대수 | 성명              | 성명 | 출신                                                | 취임일           | 퇴임일           | 비고                                                             |
| ------------ | ---- | ----------------- | ---- | --------------------------------------------------- | ---------------- | ---------------- | ---------------------------------------------------------------- |
| 내각총리대신 | 8    | 오쿠마 시게노부   |      | 사가번 헌정당(옛 진보당 계열) 백작                  | 1898년 6월 30일  | 1898년 11월 8일  |                                                                  |
| 외무대신     | 13   | 오쿠마 시게노부   |      | 사가 번 헌정당(옛 진보당 계열) 백작                 | 1898년 6월 30일  | 1898년 11월 8일  | 겸임                                                             |
| 내무대신     | 17   | 이타가키 다이스케 |      | 도사 번 헌정당(옛 자유당 계열) 백작                 | 1898년 6월 30일  | 1898년 11월 8일  |                                                                  |
| 대장대신     | 10   | 마쓰다 마사히사   |      | 중의원 헌정당(옛 자유당 계열)                       | 1898년 6월 30일  | 1898년 11월 8일  | 취임 후 1898년 8월 10일 시행된 제6회 중의원 의원 총선거에서 당선 |
| 육군대신     | 10   | 가쓰라 다로       |      | 조슈번 자작 육군대장                                | 1898년 6월 30일  | 1898년 11월 8일  |                                                                  |
| 해군대신     | 10   | 사이고 도시미치   |      | 사쓰마번 귀족원 국민협회회두 백작 해군대장 육군중장 | 1898년 6월 30일  | 1898년 11월 8일  |                                                                  |
| 사법대신     | 12   | 오히가시 기테쓰   |      | 중의원 헌정당(옛 진보당 계열)                       | 1898년 6월 30일  | 1898년 11월 8일  | 취임 후 1898년 8월 10일 시행된 제6회 중의원 의원 총선거에서 당선 |
| 문부대신     | 16   | 오자키 유키오     |      | 중의원 헌정당(옛 진보당 계열)                       | 1898년 6월 30일  | 1898년 10월 27일 |                                                                  |
| 문부대신     | 17   | 이누카이 쓰요시   |      | 중의원 헌정당(옛 진보당 계열)                       | 1898년 10월 27일 | 1898년 11월 8일  |                                                                  |
| 농상무대신   | 15   | 오이시 마사미     |      | 헌정당(옛 자유당 계열)                              | 1898년 6월 30일  | 1898년 11월 8일  |                                                                  |
| 체신대신     | 12   | 하야시 유조       |      | 중의원 헌정당(옛 자유당 계열)                       | 1898년 6월 30일  | 1898년 11월 8일  |                                                                  |

### 기타
| 출신번벌 : 번벌 헌정당(옛 진보당 계열) 기타 |

| 직책         | 대수 | 성명                | 성명 | 출신                          | 취임일          | 퇴임일          | 비고 |
| ------------ | ---- | ------------------- | ---- | ----------------------------- | --------------- | --------------- | ---- |
| 내각서기관장 | 8    | 사메지마 다케노스케 |      | 사쓰마번 귀족원               | 1898년 6월 30일 | 1898년 7월 7일  |      |
| 내각서기관장 | 9    | 다케토미 도미토시   |      | 중의원 헌정당(옛 진보당 계열) | 1898년 7월 7일  | 1898년 11월 8일 |      |
| 법제국장관   | 6    | 우메 겐지로         |      | 제국대학 법학부 교수          | 1898년 6월 30일 | 1898년 7월 27일 |      |
| 법제국장관   | 7    | 고무치 도모쓰네     |      | 중의원 헌정당(옛 진보당 계열) | 1898년 7월 27일 | 1898년 11월 8일 |      |